# Otto Hanisch (Kameramann)
Otto Hanisch (* 11. Januar 1927 in Berlin; † 13. Dezember 2021) war ein deutscher Kameramann.

## Leben
Nach dem Notabitur erhielt Hanisch 1943 die Einberufung in die Kriegsmarine und überlebte den Krieg nur knapp. Nach der Kriegsgefangenschaft im Nordural kam er 1947 nach Berlin zurück. Vor seiner eigentlichen Filmkarriere lernte er in einem Kopierwerk, wurde Filmfotograf und absolvierte ein Praktikum in der Filmfabrik Wolfen.
Hanisch begann seine Tätigkeit beim Film im engeren Sinn als Kameraassistent in den frühen 1950er Jahren. Während dieser Zeit war er auch alleiniger Kameramann für Kurzfilme der Reihe Stacheltier, 1958 folgte mit Der Prozeß wird vertagt sein erster Langfilm. Bis einschließlich 1991 war er regelmäßig für verschiedene DEFA-Kinoproduktionen tätig, zudem arbeitete er auch für das Fernsehen, zum Beispiel 1961 für die Miniserie Gewissen in Aufruhr.
Hanisch arbeitete mehrmals mit bekannten DDR-Regisseuren wie Hans-Joachim Kasprzik, Frank Vogel, Bernhard Stephan und Erwin Stranka zusammen. Mehrere Male übernahm er die Kameraarbeit bei DEFA-Indianerfilmen, so beispielsweise auch für Chingachgook, die große Schlange aus dem Jahr 1967. Die Filme Signale – Ein Weltraumabenteuer und Orpheus in der Unterwelt drehte er mit einer 70-mm-Kamera.
Im Jahr 1988 verfasste Hanisch das Drehbuch für einen Film aus der Reihe Polizeiruf 110. 
Mit dem Ende der DEFA zu Beginn der 1990er Jahre widmete sich Hanisch der Malerei und beendete seine Arbeit als Kameramann.

## Filmografie (Auswahl)
- 1957: Gejagt bis zum Morgen
- 1958: Der Prozeß wird vertagt
- 1960: Einer von uns
- 1961: Gewissen in Aufruhr (TV-Miniserie)
- 1962: Die letzte Chance
- 1963: Rauhreif (TV)
- 1964: Wolf unter Wölfen (TV-Mehrteiler)
- 1966: Hamida
- 1967: Chingachgook, die große Schlange
- 1968: Der Mord, der nie verjährt
- 1968: Spur des Falken
- 1969: Jungfer, Sie gefällt mir
- 1970: Signale – Ein Weltraumabenteuer
- 1971: Husaren in Berlin
- 1972: Die gestohlene Schlacht
- 1972: Polizeiruf 110: Das Haus an der Bahn (TV-Reihe)
- 1974: Orpheus in der Unterwelt
- 1974: Johannes Kepler
- 1976: Beethoven – Tage aus einem Leben
- 1977: Tambari
- 1978: Jörg Ratgeb, Maler
- 1979: Blauvogel
- 1983: Der Scout
- 1984: Ärztinnen
- 1984: Ach du meine Liebe (Fernsehfilm)
- 1987: Käthe Kollwitz – Bilder eines Lebens
- 1988: Polizeiruf 110: Amoklauf (TV-Reihe)
- 1990: Rückkehr aus der Wüste
- 1991: Zwischen Pankow und Zehlendorf
- 1991: Die kriegerischen Abenteuer eines Friedfertigen (Fernsehfilm)